# Die Larve
Die Larve (Originaltitel Gjenferd) ist ein Kriminalroman des norwegischen Autors Jo Nesbø aus dem Jahr 2011. Es ist der neunte Teil der Harry-Hole-Serie.

## Handlung
Nachdem Harry Hole Norwegen verlassen und sich in Hongkong niedergelassen hat, sind drei Jahre vergangen. Dort hat er seine Alkohol- und Drogensucht kuriert.
Als er hört, dass der nun achtzehnjährige Sohn Oleg seiner großen Liebe Rakel unter dringendem Mordverdacht an Gusto Hanssen, einem Freund Olegs, steht, kehrt er nach Oslo zurück, um die Unschuld von Oleg zu beweisen.
Während der Abwesenheit von Harry hat sich unter anderem der Drogenhandel in Oslo verändert: Mit Hilfe des Drogenbosses Asajev räumen die Innensenatorin Isabelle Skøyen und der Polizeibeamte Mikael Bellmann unter den Drogendealern Oslos auf und nutzen dies für ihre Karriere. Im Gegenzug erhält Asajev die Kontrolle über den gesamten Drogenhandel in Oslo mit einer neuen Droge namens Violin. Auch Oleg, Gusto und seine Halbschwester Irene sind von Violin abhängig und verdingen sich als Dealer.
Harry ermittelt nun selbstständig in dem Mordfall, da er weiter an die Unschuld von Oleg glaubt. Nachdem er genug Indizien gesammelt hat, die Oleg entlasten, will er bereits wieder nach Hongkong zurückfliegen, als er durch Beate Lønn, Leiterin der Kriminaltechnik der Osloer Polizei, einen weiteren Hinweis erhält.
Im Rahmen seiner Ermittlungen erfährt er immer mehr über die Verstrickung Olegs in den Drogenhandel und findet schließlich einen Beweis für die Täterschaft Olegs – die Pistole, mit der Gusto erschossen wurde, im Drogenversteck Olegs. Als Harry Oleg damit konfrontiert, wird er ebenfalls von Oleg mit drei Kugeln niedergeschossen. Sein Tod wird angedeutet.

## Ausgaben
Die norwegische Originalausgabe erschien 2011 unter dem Titel Gjenferd im Verlag Aschehoug & Co. Die deutsche Ausgabe wurde im gleichen Jahr unter dem Titel Die Larve im Ullstein Verlag veröffentlicht. 2012 wurde auch eine Taschenbuchausgabe vom Ullstein Verlag veröffentlicht.
Darüber hinaus wurden von dem Roman auch ein Hörbuch von Hörbuch Hamburg sowie ein E-Book von Ullstein eBooks veröffentlicht.